# A2 (Zypern)
Die Autobahn A2 ist eine Autobahn in Zypern. Die Straße bildet eine Verbindung zwischen der A1 nach Nikosia und der Stadt Larnaka. Die Autobahn ist 21 Kilometer lang.

## Straßenbeschreibung
Bei der Ortschaft Alambra beginnt die Autobahn an einem Kreuz mit der A1, die in Richtung Nikosia nach Norden bzw. in Richtung Limassol in Südosten führt. Die Autobahn ist vierspurig ausgebaut. Sie führt an einer Reihe von Dörfern und kleinen Städten vorbei und bleibt weitgehend nördlich der zentralen Bergkette von Zypern. Die Autobahn führt sehr nah an der Grenze zum türkischen Teil von Zypern vorbei. Auf der Westseite von Larnaka endet die A2 an einem Kreuz mit der A3 bzw. B2, wobei die B2 in das Stadtzentrum von Larnaka führt.

## Geschichte
Die A2 ist eine der ersten Autobahnen in Zypern, wo auch das erste Autobahnkreuz mit der A1 gebaut wurde.